# Morane-Saulnier N
Die Morane-Saulnier Typ N war ein von der französischen Firma Société Anonyme des Aéroplanes Morane-Saulnier entwickelter Eindecker, der im Ersten Weltkrieg als Jagdflugzeug eingesetzt wurde.

## Entwicklung
Der Typ N basierte auf dem von Morane-Saulnier entworfenen Vorkriegsmodell Morane-Saulnier G und war ursprünglich als Sportflugzeug für Rennwettbewerbe konzipiert. Das Flugzeug erreichte aufgrund seiner guten Aerodynamik hohe Geschwindigkeiten, war wegen seiner sensiblen Steuerung jedoch nicht leicht zu beherrschen. Diese erfolgte durch Flügelverwindung statt durch die üblichen Querruder. Hinzu kam eine sehr hohe Landegeschwindigkeit. Das Flugzeug war jedoch sehr wendig.
Die Bewaffnung bestand aus einem fest montierten, nach vorne durch den Propeller feuernden Maschinengewehr, bei den Briten meist ein Vickers- oder Lewis-7,7 mm-MG, bei den Franzosen ein Hotchkiss- oder St. Étienne-7,9 mm-MG. Damit der Propeller beim Feuern nicht beschädigt wurde, schützte man die Blätter mit stabilen Ablenkblechen, welche die Geschosse vom Propeller seitlich abprallen ließen. Diese Technik war bereits bei der Morane-Saulnier L eingesetzt worden, jedoch der Technik des mit der Propellerwelle synchronisierten Maschinengewehrs deutlich unterlegen.

## Varianten
Eine Version Nm (m = „militaire“) mit verkürztem Rumpf erschien, wurde aber nur in wenigen Exemplaren gebaut. Im März 1916 wurde das Flugzeug anstelle des Le-Rhône-C-Motors mit dem 110 PS starken Le-Rhône-9Ja-Motor ausgerüstet. Bald zeigte sich, dass die Motoren aufgrund der überdimensionalen Propellerhaube zum Überhitzen neigten. Diese wurde ab Sommer 1915 daher entfernt, was allerdings zu geringfügigen Geschwindigkeitseinbußen führte.
Außerdem wurden die Morane-Schulterdecker mit einem mit dem Propeller synchronisiertem Vickers-MG aufgerüstet, um die Feuerkraft zu erhöhen. Diese Variante wurde zunächst als Morane-Saulnier Type Nbis, dann aber als Morane-Saulnier Type I bezeichnet. Vier Flugzeuge wurden an das britische Royal Flying Corps geliefert; weitere neun Flugzeuge folgten.
Mit erweiterter Spannweite und zur Aufnahme von mehr Treibstoff verlängertem Rumpf wurde die Type I noch zur Type V weiter entwickelt.
Ob das 1916 erschienene Nachfolgemodell Morane-Saulnier AC (MS.23C.1)  zum Einsatz kam, ist nicht bekannt.

## Einsatz

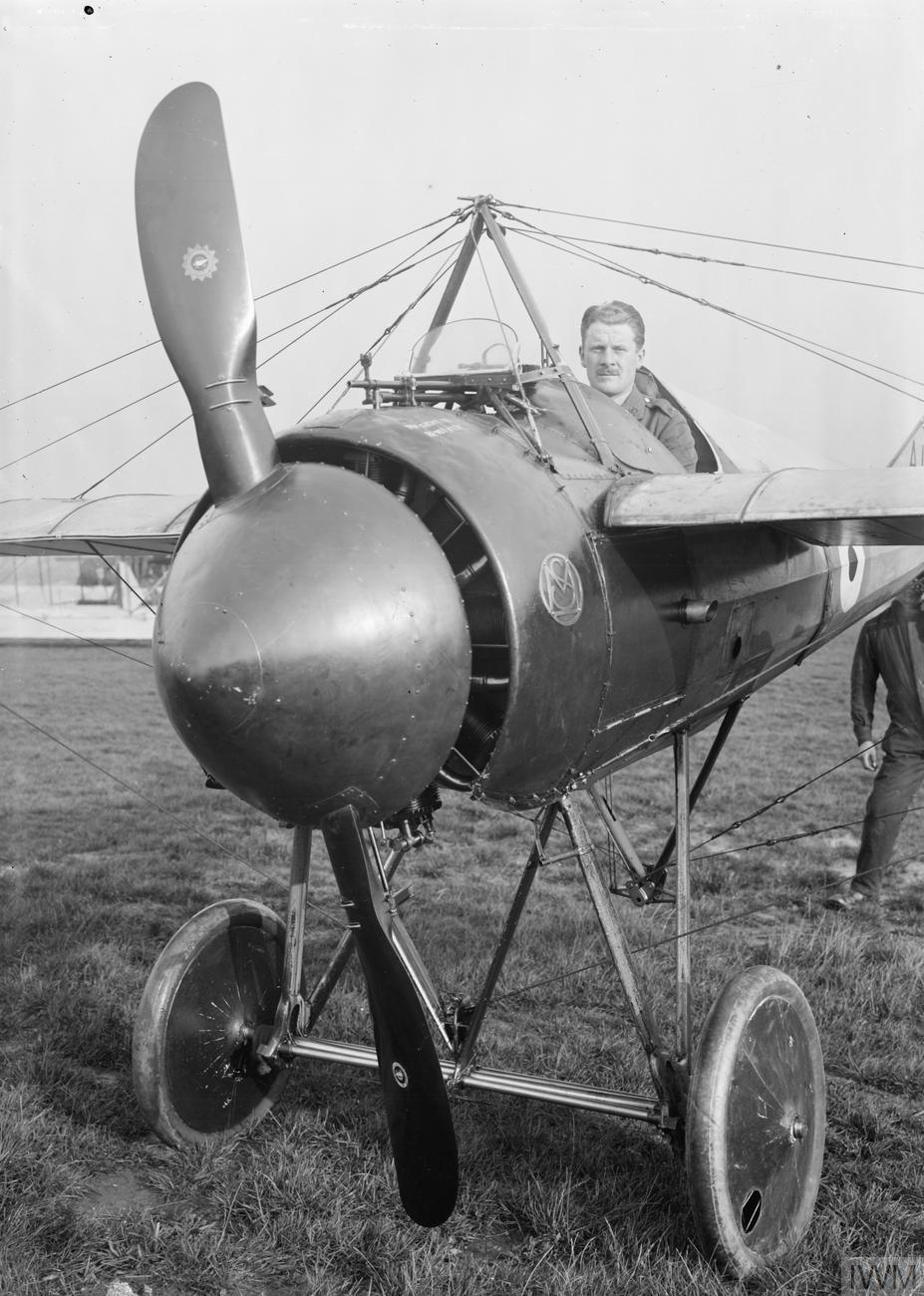
Morane-Saulnier N mit den von Roland Garros vorgeschlagenen, am Propeller befestigten Metallplatten als Geschossabweiser

Nur 49 Type N wurden von Morane-Saulnier gebaut. Einige gingen an die französische Fliegertruppe, die sie unter der Bezeichnung „MS.5C.1“ registrierte. Elf Flugzeuge wurden nach Russland exportiert, und 27 Flugzeuge gingen an das Royal Flying Corps, wo sie „Morane Bullet“ genannt wurde. Für Russland wurden weitere 50 Type I oder V mit synchronisiertem MG gebaut; dort wurden sie im Zeitraum November und Dezember 1916 unter der Bezeichnung „Moran-Monocoque“ in Dienst gestellt.
Die Morane-Schulterdecker wurde an der Westfront von April 1915 bis Sommer 1916 von den französischen Escadrilles M.S. 23 und 39 und den britischen Squadrons 1, 3, 4 und 60 eingesetzt. Die Jagdflugzeuge konnten sich trotz geringerer Feuerkraft gegenüber den deutschen Fokker-Eindeckern behaupten, wurden dann jedoch durch die überlegene Nieuport 11 ersetzt. An der Ostfront verwendete die russische Fliegertruppe ihre Morane-Monocoques bis zu ihrem Untergang 1917/18. Allein die berühmte Staffel 19 unter Stabshauptmann Kasakow hatte im April 1917 18 Moranes im Bestand.
Die Morane-Saulnier N im Leistungsvergleich
| Name              | Land                   | Motorleistung | max. Geschwindigkeit | Startmasse | MG | Gipfelhöhe |
| ----------------- | ---------------------- | ------------- | -------------------- | ---------- | -- | ---------- |
| Morane-Saulnier N | Frankreich             | 110 PS        | 165 km/h             | 510 kg     | 1  | 4000 m     |
| Morane-Saulnier L | Frankreich             | 80 PS         | 123 km/h             | 480 kg     | 1  | 4700 m     |
| Nieuport 11       | Frankreich             | 80 PS         | 156 km/h             | 480 kg     | 1  | 4700 m     |
| Bristol Scout D   | Vereinigtes Königreich | 80 PS         | 161 km/h             | 567 kg     | 1  | 4900 m     |
| Pfalz A.II        | Deutsches Reich        | 100 PS        | 150 km/h             | 615 kg     | 1  |            |
| Pfalz E.III       | Deutsches Reich        | 110 PS        | 150 km/h             | 445 kg     | 1  | 4000 m     |
| Fokker E.I        | Deutsches Reich        | 80 PS         | 130 km/h             | 560 kg     | 1  | 3000 m     |

## Technische Daten
| Kenngröße             | Morane-Saulnier N                                | Morane-Saulnier I                 | Morane-Saulnier V                 |
| --------------------- | ------------------------------------------------ | --------------------------------- | --------------------------------- |
| Erstflug              | 1914                                             | 1916                              | 1916                              |
| Besatzung             | 1 Pilot                                          | 1 Pilot                           | 1 Pilot                           |
| Länge                 | 6,70 m                                           |                                   |                                   |
| Spannweite            | 8,146 m                                          | 8,242 m                           | 8,750 m                           |
| Höhe                  | 2,25 m                                           | 2,50 m                            |                                   |
| Flügelfläche          | 11,00 m²                                         | 11,00 m²                          |                                   |
| Leermasse             | 288 kg                                           | 334 kg                            |                                   |
| Startmasse            | 444 kg                                           | 510 kg                            |                                   |
| Triebwerk             | Le Rhône 9C, 80 PS (ca. 60 kW)                   | Le Rhône 9J, 110 PS (ca. 80 kW)   | Le Rhône 9J, 110 PS (ca. 80 kW)   |
| Bewaffnung            | 1 × 7,9-mm-Hotchkiss- St. Étienne- oder Lewis-MG | 1 × 7,7-mm-(.303-inch)-Vickers-MG | 1 × 7,7-mm-(.303-inch)-Vickers-MG |
| Höchstgeschwindigkeit | 165 km/h                                         | 176 km/h                          |                                   |
| Steigzeit auf 1000 m  | 4 min                                            | 2:48 min                          | 3:18 min                          |
| Steigzeit auf 2000 m  | 10–12 min                                        | 6:30 min                          | 8:12 min                          |
| Steigzeit auf 3000 m  |                                                  | 12:42 min                         | 15:18 min                         |
| Steigzeit auf 4000 m  | 45 min                                           |                                   |                                   |
| Dienstgipfelhöhe      | 4000 m                                           |                                   |                                   |
| Flugdauer             | 1:30 h                                           | 1:45 h                            |                                   |
| Stückzahl             | ca. 74                                           | 13                                | ca. 50                            |